# Саймон, Эбби
Эбби Саймон (англ. Abbey Simon, 8 января 1920 года, Нью-Йорк — 18 декабря 2019) — американский классический пианист.

## Образование
Родился в Нью-Йорке в семье Соломона и Сары Саймон, — отец был еврейским иммигрантом из России, мать происходила из семьи иммигрантов. В пять лет Саймон начал брать уроки игры на пианино у педагога Дэвида Сапертона. В восьмилетнем возрасте его приняли в филадельфийский Институт Кертиса, где он учился вместе с Хорхе Болетом и Сиднеем Фостером и получал стипендию. Саймон совершенствовался у таких мастеров, как Леопольд Годовский и Гарольд Бауэр, однако признавал, что глаза на многие области музыки ему открыла педагог Дора Заславски. Сразу же после окончания своего обучения он дебютировал в Таун-холле и Карнеги-холле в городе Нью-Йорке. В 1940 году он победил в Наумбурговском конкурсе, определявшем тогда в США будущее молодых исполнителей.

## Профессиональная карьера
Так началась карьера, которая длилась более шестидесяти лет. Саймон, правда, не стал звездой первой величины, но и не уронил завоеванной им репутации. Саймона признали виртуозом и мастером игры на рояле. Критик Ричард Дайэр из «Бостон Глоуб» написал о нём: «Эбби Саймон — блестящий виртуоз, каких не так уж много, который покоряет совершенной бисерной техникой. Нельзя не любоваться его пассажами, двойными нотами… а филигранной отточенности деталей, легкости, красоте и ясности „произношения“ может позавидовать любой пианист». Достоинства артиста рельефнее всего проявляются в произведениях Шопена, Мендельсона и Равеля, многие из которых записаны им на пластинки. Ему, в частности, принадлежит одна из первых пластинок, сделанных по квадрофонической системе; на ней — все произведения Шопена для фортепиано с оркестром: оба концерта, Анданте спианато, Большой полонез, Фантазия (соч. 13), Краковяк (соч. 14), Вариации (соч. 2). Он также записал исполнение произведений Рахманинова, Брамса и Шумана на студии Vox Records. С годами присущие ему качества — поэтичность, музыкальность, отточенная мелкая техника, — отнюдь не поблекли, но, напротив, стали главными отличительными чертами его тонкого и точного профессионализма. Вместе с тем не остались незамеченными и слабые места его пианизма: отсутствие внутренней сосредоточенности, однообразие приемов, недостаточно масштабное мышление. Он показал себя, по словам журнала «Мюзикал Америка», «одним из самых уравновешенных и надежных пианистов», хотя его игра порой бывает «излишне мускулистой, упругой» и колористически недостаточно яркой. Высоко оценила критика также записи четырёх шопеновских Скерцо, пьес Равеля. Но в произведениях крупной формы — концертах Брамса или Рахманинова, сонатах Шопена — ему редко удается овладеть вниманием слушателей безраздельно, сохранить от начала до конца драматургическую цельность музыкального замысла. Он ездил с гастролями по Европе, Ближнему Востоку и странам Тихоокеанского региона. Он выступал с Нью-Йоркским филармоническим оркестром, Бостонским симфоническим оркестром, Чикагским симфоническим оркестром, Королевским оркестром Консертгебау и Лондонским симфоническим оркестром.
В последние годы он преподавал на многочисленных курсах пианистического мастерства: Королевский колледж музыки в Лондоне, Королевская консерватория в Гааге и консерватория в Женеве. Он работал преподавателем в университете штата Индиана, колледже музыки на Манхэтенне и в Джульярдской школе музыки города Нью-Йорка. Его студентами были следующие пианисты: Фредерик Чиу, Карен Шоу, Джон Камитсука, Эрика Никренц, Ричард Даулинг, Роджер Райт, Эндрю Куперсток, Дэвид Кореваар и Марта Аргерих.
Саймон — давнишний член жюри международного конкурса пианистов им. Вана Клиберна, международного конкурса пианистов в Женеве, международного конкурса пианистов в Лидсе, международного конкурса пианистов в Сиднее и международного конкурса пианистов в Южной Африке.

## Награды
- Премия Уолтера Наумбурга (1940)
- Национальная премия оркестра
- Федеральная премия в области музыки
- Лауреат Международной музыкальной премии Харриет Коэн
- Орден Элизабет Спрэг Кулидж
- Премия фонда Форда
- Премия выдающемуся преподавателю школы музыки Мура

## Дискография
- Schumann:
  - Variation ABEGG, Kreisleriana, Arabesque, Kindersenen (DANTE PSG 6949)
  - Carnaval, Op. 9 & Fantasy in C, Op. 17 (VOX ACD 8192)
- Liszt:
  - Six Grandes Etudes de Paganini (VOX VU 9004)
  - Etude in D-flat major (Un Sospiro) (HMV)
- Brahms:
  - Concerto No. 1 in D-minor (Prize Winning Recording of a live performance, Buenos-Aires, dir. Juan-Jose Castro)
  - Variations on a theme by Paganini, Op. 35 (VOX VU 9004)
  - Variations and Fugue on a Theme by Handel, Op. 24 & Variations on a theme by Paganini (PHILLIPS A 00195 L)
  - Three pieces for piano solo (HMV)
  - F minor Sonata, Op. 5 (HMV)
  - Intermezzi, Capricios, Fantasies and Rhapsodies (PHILLIPS)
- Ravel:
  - Piano Concerto in G (VOX CDX 5031)
  - Piano Concerto in D for the Left Hand (VOX CDX 5032) (Orchestre de Radio-Luxembourg, Dir. Louis de Froment)
  - Complete Works for Piano Solo (VOX CDX 5012)
- Chopin:
  - The Four Scherzi (VOX VU 9030)
  - The Four Ballades, Impromptus, and Berceuse (VOX VU 9031)
  - The Sonatas and Barcarolle (VOX VU 9032)
  - Etudes, Op.10 & 25 (VOX VU 9033)
  - The Complete Waltzes, Fantasie & Variations Brillantes (VOX VU 9034)
  - Nocturnes (complete) (VOX CDX 5146)
  - Preludes (VOX)
  - The Piano Concertos (HMV, EMI D 13175Z) (Royal Philharmonic Orchestra, dir. Sir Eugene Goosens)
  - The Complete Orchestral Works (VOX 5002) (Hamburg Symphony Orchestra, dir. Heribert Beissel)
- Grieg:
  - Piano Concerto in A minor, Op. 16 (Phillips)
- Mendelssohn:
  - 17 Variations Sérieuses (VOX TVS 34460)
- Rachmaninoff:
  - The Complete Piano Works(VOX CDX 5008)
  - Rachmaninoff Concerto No 3 in D minor, Op. 30 (To be released) (Japan Philharm. Orchestra, dir. Akeo Watanabe)
  - Saint-Saens : Carnaval des Animaux (EMI Classics DCL 707202) (With Hepzibah Menuhin and the Philharmonia Orchestra, dir. Efrem Kurz)
- Dohnanyi:
  - Variations on a Nursery Song (UNESCO classics DCL707202)
- Albeniz-Godowsky:
  - Triana from «Iberia» (DANACORD DACOCD 379)
- César Franck:
  - Prélude, Chorale and Fugue (HMV)
- Beethoven:
  - Quintet for piano and winds (VOX-Turnabout TVC 37004)
- Transcriptions:
  - Transcriptions by Liszt, Rachmaninoff, Godowsky, Chasins (VOX 8204)